# ゲルドクフ
ゲルドクフ（英 : Girdkūh, ペルシア語 : گردکوه) は、13世紀の城塞都市で、現代におけるイラン・セムナン州に相当する地域にあったと記録されている。モンゴル帝国が陥落させるのに長い年月がかかるほどの難攻の城として、後世に有名になった。
侵攻は1250年代から進められるも、1270年12月15日になってようやく落城した。